# Astonishing Spider-Man & Wolverine
«Astonishing Spider-Man & Wolverine» (рус. Невероятный Человек-паук и Росомаха) — ограниченная серия комиксов издательства Marvel Comics, состоящая из 6 выпусков. Создана писателем Джейсоном Аароном и художником Адамом Кубертом под редакцией Ника Лови.

## Сюжет
65 миллионов лет назад, в меловой период, бородатый Питер Паркер смотрит на небо с помощью самодельного телескопа и видит метеорит, направляющийся к Земле. Не зная, как и почему он попал в этот век, Питер возвращается в своё жилище, заполненное клетками с гигантскими насекомыми и скульптурой женщины, которую он прежде не встречал. Паркер определяет место падения метеорита, и отправляется к вулкану, на встречу с Логаном.

## Отзывы
IGN оценил первый выпуск серии в 9.1 из 10 баллов, похвалив работу художника и концепцию. Второй выпуск был оценён в 8.5 баллов из 10. Третий выпуск также получил 8.5 баллов из 10. Четвёртый выпуск был оценён в 8.5 баллов из 10. Пятый выпуск был оценён в 9 баллов из 10. IGN оценил шестой выпуск в 9 баллов из 10.